# 链菌属
链菌属（学名：Ormomyces）是虫囊菌科的一属。

## 下属物种
本属包括以下物种：
- Ormomyces clivinae (Thaxter) I.I.Tavares